# Cryptothelea watsoni
Cryptothelea watsoni är en fjärilsart som beskrevs av Jones 1923. Cryptothelea watsoni ingår i släktet Cryptothelea och familjen säckspinnare. Inga underarter finns listade i Catalogue of Life.